# (11685) Adamcurry
(11685) Adamcurry (1998 FW19) – planetoida z pasa głównego asteroid okrążająca Słońce w ciągu 3,65 lat w średniej odległości 2,37 j.a. Odkryta 20 marca 1998 roku.